# لورين باركس
لورين باركس (بالإنجليزية: Lauren Parkes)‏ هي عارضة أمريكية، ولدت في 7 أبريل 1987 في بالتيمور في الولايات المتحدة.